# 3855 Pasasymphonia
3855 Pasasymphonia è un asteroide della fascia principale. Scoperto nel 1986, presenta un'orbita caratterizzata da un semiasse maggiore pari a 2,2372241 UA e da un'eccentricità di 0,2096460, inclinata di 6,83874° rispetto all'eclittica.
Dal 27 agosto al 23 dicembre 1988, quando 3918 Brel ricevette la denominazione ufficiale, è stato l'asteroide denominato con il più alto numero ordinale. Prima della sua denominazione, il primato era di 3801 Thrasymedes.
L'asteroide è dedicato all'orchestra sinfonica di Pasadena, che dal 2007 ha mutato il nome in Pasadena Symphony and Pops.